# Rai Yoyo
«Rai Yoyo» (Ра́й Йойо́) — телеканал для детей дошкольного возраста производства итальянской государственной телерадиовещательной корпорации «Rai».

## История
Канал был запущен под именем «RaiSat YoYo» 1 ноября 2006 года. До 31 октября включительно у «Rai» был детский телеканал «RaiSat Ragazzi», и вот с 1 ноября вместо него появлялись два новых: «RaiSat YoYo» для детей от 0 до 6 лет и «RaiSat Smash» для детей от 6 до 10 лет.

## Программная политика
Целевая аудитория — дети от 0 до 6 лет.

## Руководство
Руководит каналом «Rai Yoyo» (а также каналом для детей постарше «Rai Gulp») структура «Rai Ragazzi» во главе с её директором Массимо Лиофреди.

## Передачи
Среди прочего, на телеканале можно увидеть российский мультфильм «Masha e Orso» («Маша и Медведь») и «Kit e Kate» («Котики, вперед!»).

## Технические данные
«Логический номер» телеканала (присвоенный ему в Италии порядковый номер) — 43.
В Италии телеканал можно принимать в эфире в цифровом мультиплексе «RAI Mux 3». Также он доступен бесплатно и со спутника («Hot Bird 13C», 13° в.д.).